# Shanghai Masters (Tennis)

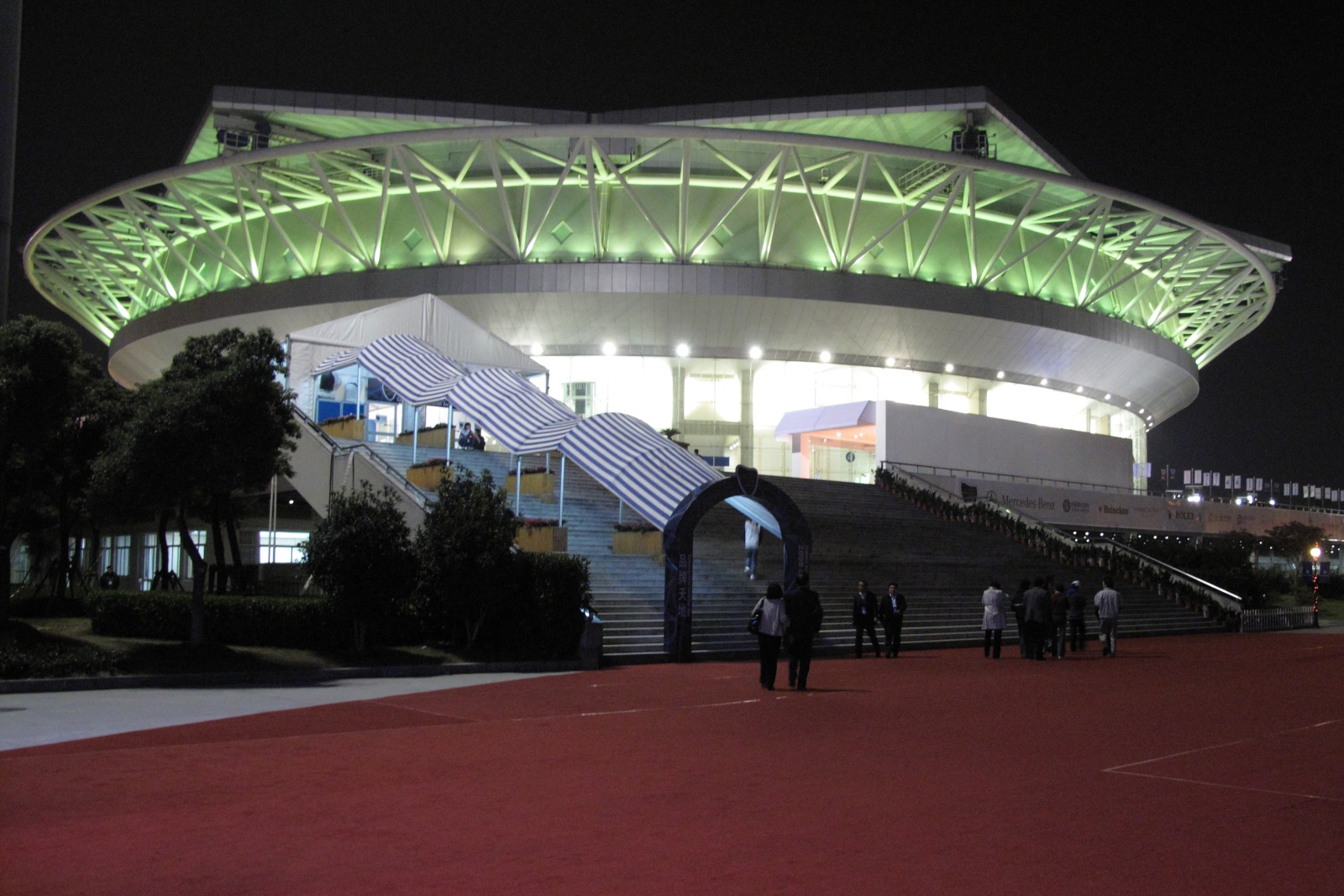
Qizhong Forest Sports City Arena

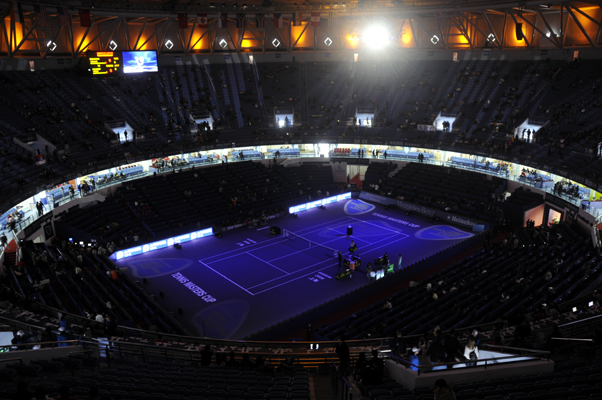
Center Court bei geschlossenem Dach während des Tennis Masters Cup 2008

Das Shanghai Masters (offiziell Rolex Shanghai Masters) ist ein chinesisches Herren-Tennisturnier. Es ist seit der ersten Austragung 2009 das achte von neun Turnieren der Masters-1000-Serie, der höchsten Turnierserie innerhalb der ATP Tour. Als einziges der neun Masters wird es außerhalb von Europa und Nordamerika gespielt.

## Geschichte
Als das Turnier in Madrid Termin und Belag wechselte und das Turnier in Hamburg ersetzte, übernahm das Shanghai Masters ab 2009 deren Termin im Oktober. Ursprünglich fand 1996 erstmals ein Turnier der ATP Tour in Shanghai statt, damals noch im Rahmen der ATP Tour 250. 2004 wurde dieses Turnier eingestellt. Dieses Turnier sowie die Austragung der ATP Finals im Jahr 2002 in Shanghai und die damit einhergehende steigende Popularität von Tennis in China, veranlasste die ATP dazu die Jahresendveranstaltung von 2005 bis 2007 fest an Shanghai zu vergeben. Der Vertrag wurde später noch um ein weiteres Jahr verlängert. Das Rebranding der ATP im Jahr 2009 mit neuen Namen der Turnierserien ermöglichte es, ein Masters-Turnier nach Shanghai zu vergeben, das 2009 das erste Mal stattfand. Das wurde damit das größte Turnier der sogenannten Asian Swing, einer Reihe von Turniere, die im Herbst im Fernen Osten stattfinden. Hauptsponsor des Turniers ist seit der ersten Ausgabe Rolex.
Ausgetragen wird der Wettbewerb auf Hartplätzen in der Qizhong Forest Sports City Arena, in dem von 2005 bis 2008 bereits der Tennis Masters Cup stattgefunden hatte. Das Stadion ist nach dem Olympischen Tenniszentrum in Peking die zweitgrößte Tennisanlage in Asien.
Nach einer dreijährigen Turnierpause von 2020 bis 2022 wegen der COVID-19-Pandemie findet das Turnier seit 2023 wieder statt.
Das Format sah wie die meisten anderen Masters-Turniere ein Einzelfeld mit 56 Spielern und ein Doppelfeld mit 24 Paaren vor, wovon jeweils die ersten acht Gesetzten ein Freilos in der ersten Runde erhielten. Im Zuge der Umstrukturierung der ATP wurden ab 2023 die Felder der Masters sukzessive vergrößert, sodass das Turnier 2023 mit 96 Spielern im Einzel und 32 Teams im Doppel startet, wo im Einzel alle 32 Gesetzten erst in der zweiten Runde einstiegen.

## Siegerliste
Rekordsieger des Turniers sind Novak Đoković mit vier Titeln im Einzel sowie Marcelo Melo mit drei Titeln im Doppel.

### Einzel
| Jahr                | Sieger            | Finalgegner           | Finalergebnis   |
| ------------------- | ----------------- | --------------------- | --------------- |
| 2024                | Jannik Sinner     | Novak Đoković         | 7:64, 6:3       |
| 2023                | Hubert Hurkacz    | Andrei Rubljow        | 6:3, 3:6, 7:68  |
| 2020–2022: abgesagt |                   |                       |                 |
| 2019                | Daniil Medwedew   | Alexander Zverev      | 6:4, 6:1        |
| 2018                | Novak Đoković (4) | Borna Ćorić           | 6:3, 6:4        |
| 2017                | Roger Federer (2) | Rafael Nadal          | 6:4, 6:3        |
| 2016                | Andy Murray (3)   | Roberto Bautista Agut | 7:61, 6:1       |
| 2015                | Novak Đoković (3) | Jo-Wilfried Tsonga    | 6:2, 6:4        |
| 2014                | Roger Federer (1) | Gilles Simon          | 7:66, 7:62      |
| 2013                | Novak Đoković (2) | Juan Martín del Potro | 6:1, 3:6, 7:63  |
| 2012                | Novak Đoković (1) | Andy Murray           | 5:7, 7:611, 6:3 |
| 2011                | Andy Murray (2)   | David Ferrer          | 7:5, 6:4        |
| 2010                | Andy Murray (1)   | Roger Federer         | 6:3, 6:2        |
| 2009                | Nikolai Dawydenko | Rafael Nadal          | 7:63, 6:3       |

### Doppel
| Jahr                | Sieger                              | Finalgegner                             | Finalergebnis      |
| ------------------- | ----------------------------------- | --------------------------------------- | ------------------ |
| 2024                | Wesley Koolhof Nikola Mektić        | Máximo González Andrés Molteni          | 6:4, 6:4           |
| 2023                | Marcel Granollers Horacio Zeballos  | Rohan Bopanna Matthew Ebden             | 5:7, 6:2, [10:7]   |
| 2020–2022: abgesagt |                                     |                                         |                    |
| 2019                | Mate Pavić Bruno Soares             | Łukasz Kubot Marcelo Melo               | 6:4, 6:2           |
| 2018                | Łukasz Kubot Marcelo Melo (3)       | Jamie Murray Bruno Soares               | 6:4, 6:2           |
| 2017                | Henri Kontinen John Peers           | Łukasz Kubot Marcelo Melo               | 6:4, 6:2           |
| 2016                | John Isner Jack Sock                | Henri Kontinen John Peers               | 6:4, 6:4           |
| 2015                | Raven Klaasen Marcelo Melo (2)      | Simone Bolelli Fabio Fognini            | 6:3, 6:3           |
| 2014                | Bob Bryan Mike Bryan                | Julien Benneteau Édouard Roger-Vasselin | 6:3, 7:63          |
| 2013                | Ivan Dodig Marcelo Melo (1)         | David Marrero Fernando Verdasco         | 7:62, 6:76, [10:2] |
| 2012                | Leander Paes (2) Radek Štěpánek     | Mahesh Bhupathi Rohan Bopanna           | 6:77, 6:3, [10:5]  |
| 2011                | Maks Mirny Daniel Nestor            | Michaël Llodra Nenad Zimonjić           | 3:6, 6:1, [12:10]  |
| 2010                | Jürgen Melzer Leander Paes (1)      | Mariusz Fyrstenberg Marcin Matkowski    | 7:5, 4:6, [10:5]   |
| 2009                | Julien Benneteau Jo-Wilfried Tsonga | Mariusz Fyrstenberg Marcin Matkowski    | 6:2, 6:4           |